# Iso-Lyly
Iso-Lyly är en sjö i kommunen Kaavi i landskapet Norra Savolax i Finland. Sjön ligger 116,5 meter över havet. Den är 7,3 meter djup. Arean är 84 hektar och strandlinjen är 7,91 kilometer lång. Sjön  ingår i Vuoksens huvudavrinningsområde.   Den ligger omkring 43 kilometer öster om Kuopio och omkring 370 kilometer nordöst om Helsingfors. 